# アンの世界地図〜It's a small world〜
『アンの世界地図〜It’s a small world〜』（アンのせかいちず）は、吟鳥子による日本の漫画作品。
「このマンガがすごい!2014年【12月の「このマンガがすごい！」ランキング オンナ編】」6位にランクイン。

## 登場人物
アン
東京生まれのロリータ少女。
酒浸りの母親から逃れてきた徳島でアキに出会い、家に居候する。
ドイツ人の幽霊マイズナーに出会う。
アキ
徳島の古民家に1人で住まう。ある日、アンに出会い面倒をみるが、その生活に謎は多い。
マサキ
アキの幼なじみ。趣味はボードゲームで、特に麻雀は鬼と化す。
キヨヒコ
神社の息子で、アンによく突っかかる。アキやマサキとは幼なじみ。
マサじい
マサキの祖父。家出してきたアンの良き理解者となる。

## 書誌情報
- 吟鳥子 『アンの世界地図〜It's a small world〜』 秋田書店〈ボニータコミックス〉、全5巻
  1. 2014年2月14日発売[1]、ISBN 978-4-253-26116-6
  2. 2014年10月16日発売[2]、ISBN 978-4-253-26117-3
  3. 2015年6月16日発売[3]、ISBN 978-4-253-26118-0
  4. 2016年2月16日発売[4]、ISBN 978-4-253-26119-7
  5. 2016年8月16日発売[5]、ISBN 978-4-253-26119-7